# (2741) Valdivia
(2741) Valdivia ist ein Asteroid des Hauptgürtels, der von Carlos Torres und Sergio Barros im Cerro-El-Roble-Observatorium am 1. Dezember 1975 entdeckt wurde. Er wurde nach dem spanischen Konquistador Pedro de Valdivia benannt. Durch Beobachtungen vom Carbuncle Hill Observatorium, Rhode Island, im Jahr 2003 aus, konnte die Rotationsperiode auf 4.096 ± 0.001 Stunden und die Helligkeitsschwankung auf 0,40 ± 0,03 mag bestimmt werden.